# Suzanne Bonamici
Suzanne Marie Bonamici, född 14 oktober 1954 i Detroit i Michigan, är en amerikansk demokratisk politiker. Hon är ledamot av USA:s representanthus sedan 2012.
Bonamici avlade 1983 juristexamen vid University of Oregon och var sedan verksam som advokat. Kongressledamot David Wu avgick 2011 och Bonamici fyllnadsvaldes till representanthuset.